# Гибрис (мифология)
Гибрис (др.-греч. Ὕβρις, буквально «наглость, нахальство, дерзость»), также известная как Фимврис (др.-греч. Θύμβρις) — в древнегреческой мифологии демон или низшее божество дерзости, насилия, гордыни и вандального поведения. В римской мифологии её аналогом является Контумелия; Петулантия (демон гордыни и похоти) является её персонификацией.
Гибрис была дочерью Нюкты и Эреба. По разным версиям Гибрис является матерью бога скотоводства Пана и супругой Зевса (который породил Пана), а также матерью Короса.

## Древнегреческая литература
Гибрис является отрицательным персонажем в древнегреческой литературе. Такие писатели как Вакхилид, Афиней, Гесиод и Пиндар критически описывали её.
В баснях Эзопа говорится, что когда боги устраивали свадьбы, бог войны Полемос выбрал себе в пару Гибрис, которая долго оставалась без мужа, преследуя её повсюду. Поэтому ей не разрешалось приближаться к городам и другим населённым пунктам, так как за ней всегда ходил бог войны Полемос.